# 96 Девы
96 Де́вы (лат. 96 Virginis), HD 123630 — двойная звезда в созвездии Девы на расстоянии приблизительно 419 световых лет (около 129 парсек) от Солнца.

## Характеристики
Первый компонент (HD 123630A) — оранжево-жёлтый гигант спектрального класса G5, или G8III, или K0III. Визуальная звёздная величина звезды — +6,46m. Масса — около 2,668 солнечной, радиус — около 9,882 солнечного, светимость — около 47,423 солнечной. Эффективная температура — около 5232 K.
Второй компонент (HD 123630B). Удалён на 0,3 угловой секунды.

## Планетная система
В 2019 году учёными, анализирующими данные проектов Hipparcos и Gaia, у звезды обнаружена планета HIP 69127 b.